# Burg Kámen
Die Burg Kámen (deutsch Stein) ist eine Burg in Tschechien. Sie befindet sich in der Böhmisch-Mährische Höhe in der gleichnamigen Gemeinde Kámen.

## Geschichte

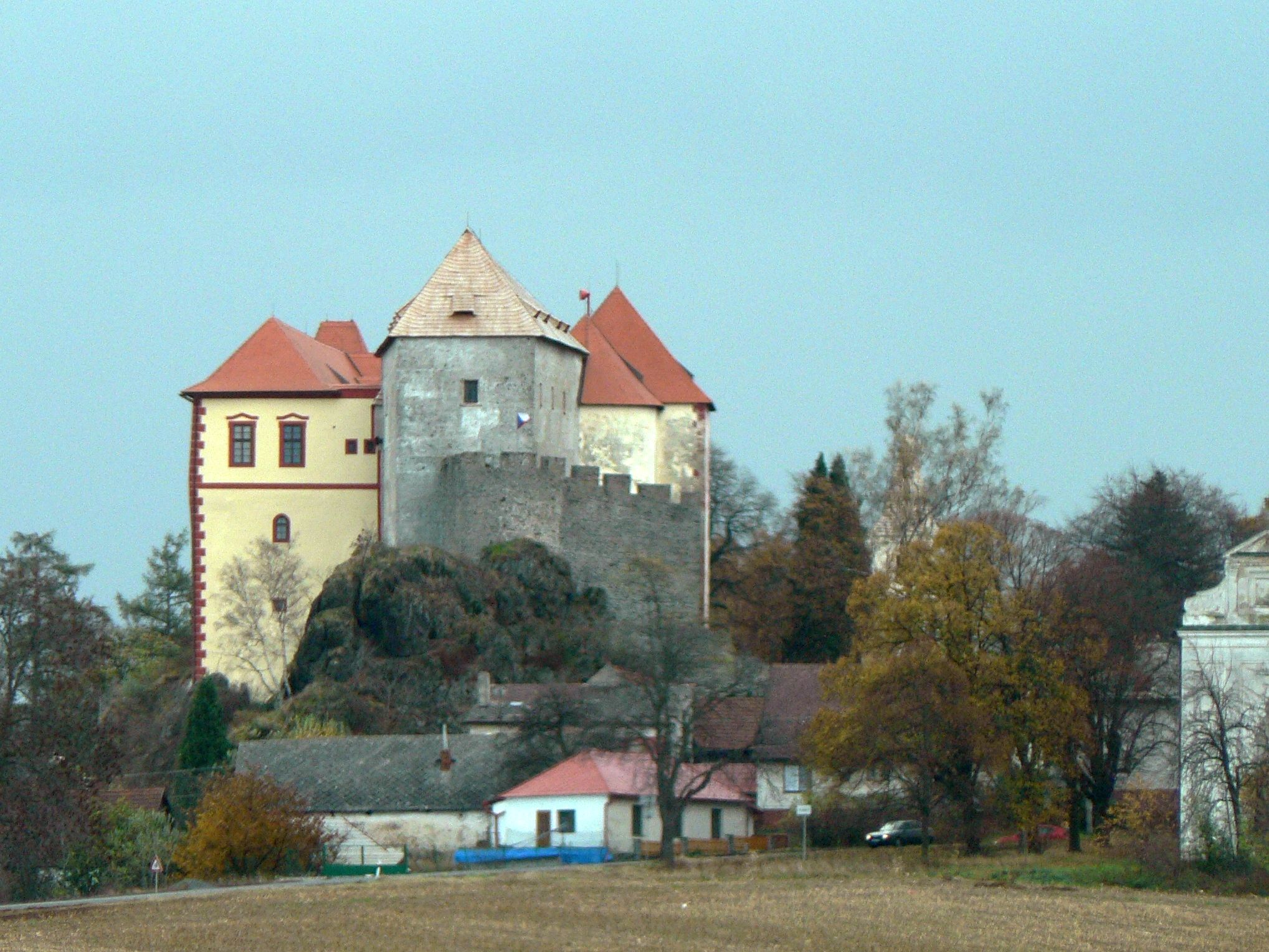
Burg Kámen

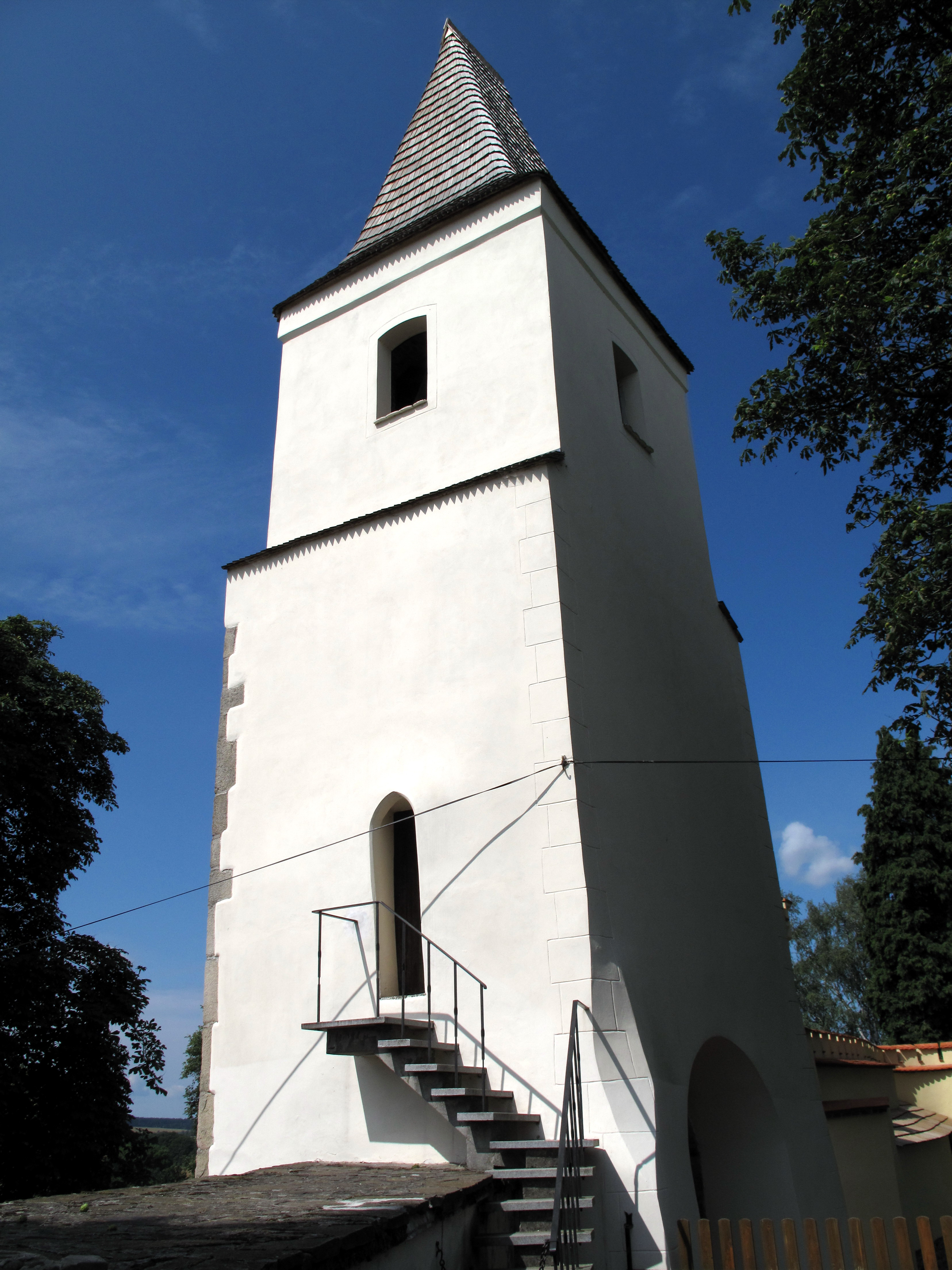
Turm der Burg Kámen

Der erste schriftliche Nachweis über die Burg stammt aus dem Jahre 1316. Ihr Besitzer war zu dieser Zeit Nimír von Kamen. 1328 belehnte Johann von Luxemburg Bušek Tluksa mit der Burg. Dessen Sohn Přibík Tluksa, der Kámen gemeinsam mit seinen Brüdern geerbt hatte, verkaufte die Herrschaft 1356 an Heinrich von Ziegelheim. Dieser ließ zwischen 1356 und 1366 den Palas umbauen. Unter Heinrich von Ziegelheim begann in der Herrschaft Stein der Goldbergbau. Nach dem Verzicht Ziegelheims auf die Herrschaft Stein gelangte diese an die Herren von Tluksa zurück. Diese unterstützten König Wenzel bei den Machtkämpfen um die böhmische Krone. Nach dem Tode von Jan Tluksa erbte 1418 dessen Vetter Přibík Tluksa den Besitz. Er machte Kámen während der Hussitenkriege zu einem wichtigen Stützpunkt der Aufständischen zwischen den hussitischen Zentren Tábor und Pelhřimov. Sein Sohn Hynek Tluksa verkaufte die Herrschaft Kámen 1437 mit allem Zubehör an Purkart Kamarét von Žirovnice. Dieser gehörte während der erneuten Machtkämpfe in Böhmen zu den Anhängern des Landesverwalters Georg von Podiebrad. Am 4. August 1450 auf der Burg ein Treffen zwischen Georg von Podiebrad und dem Führer der Strakonitzer Allianz, Heinrich IV. von Rosenberg, statt. Im Jahre 1456 verkaufte Purkart Kamarét die Herrschaft Kámen an die Brüder Trčka von Lípa auf Pelhřimov. Nachfolgender Besitzer der Burg einschließlich des Städtchens Kámen und der Dörfer Eš, Důl, Vysoká Lhota und Dobrá Voda wurde 1460 Jan Sádlo von Smilkov. Dessen Erbe fiel 1464 an seinen Schwager Petr Břekovec von Ostromeč und Kozí Hřbet. Vier Jahre später verkaufte Břekovec die Burg an Oldřich Fifka z Vydří. Fifka wurde wenig später durch Jan Malovec von Pacov als Helfer der  Münzfälscherei angeschuldigt. 1479 verkaufte Albert Fifka Kámen an Jan von Vojslavice. Ihm folgte 1499 sein Sohn Markvart von Vojslavice, der 1504 durch Vladislav II. aus dem Lehn entlassen wurde. Markvarts Sohn Petr verkaufte die Hälfte der Herrschaft an Jan Zručský von Chřenovice. Den verbliebenen Besitz erbte später seine Schwester Kathrina von Vojslavice, die ihre Güter 1523 in ihre zweite Ehe mit Petr Malovec von Malovice einbrachte. Malovec kaufte die andere Hälfte der Herrschaft zurück und vereinte beide Anteile wieder. Petr Malovec von Malovice erweiterte die Herrschaft noch, sie umfasste in der Mitte des 16. Jahrhunderts zehn Dörfer und das Städtchen Kámen. Seine drei Söhne teilten 1557 das Erbe auf und die Malovec behielt schließlich nur noch die Burg mit dem Vorwerk, dem Städtchen, sowie Eš und einen Teil von Vysoká Lhota.
Unter Jan Kryštof Malovec, der 1640 Besitzer von Kámen geworden war, erfolgte ein barocker Umbau der Burg, wobei der südliche Wohnflügel entstand. 1673 wurde über dem ehemaligen Treppenhaus der Turm errichtet. Neben dem Städtchen ließ er eine Kapelle anlegen, die zugleich die Grablege der Familie wurde. Sein gleichnamiger Sohn Jan Kryštof Malovec verkaufte Kámen zu Beginn des 18. Jahrhunderts an Franz Kressel von Qualtenberg, der die Burg 1747 wegen Überschuldung verkaufen musste. Nachfolgend wechselten die Besitzer in rascher Folge und die Burg verkam. Wenzel Freiherr Enis von Atter und Iveaghe auf Enis-Laschan ließ zwischen 1860 und 1870 größere Instandsetzungen sowie romantische Umgestaltungen an dem verfallenen Bauwerk durchführen. Seit dem Ende des 19. Jahrhunderts gehörte die Burg bürgerlichen Familien. Nach der Machtübernahme der Kommunisten wurde die Burg Kámen 1948 aus dem Besitz von Antonín Fleissig konfisziert und am 13. Jänner 1953 zum Staatlichen Kulturbesitz erklärt.
1962 wurde die Burg in die Trägerschaft des Bezirksnationalausschusses (ONV) Pelhřimov übertragen. Bis in die 1970er Jahre erfolgte eine schrittweise Instandsetzung der baufälligen Burg. Am 22. Juni 1974 eröffnete in der Burg das Motorradmuseum. Nachdem zum Ende 2002 die Bezirksverwaltungen in Tschechien aufgelöst wurden, wechselte mit Beginn des Jahres 2003 die Burg vom Okres Pelhřimov in den Besitz des Kraj Vysočina.

## Ausstellungen
Zu besichtigen sind heute der in der ersten Hälfte des 13. Jahrhunderts entstandene Alte Palas.
Eine Ausstellung zum Wohnstil am Übergang vom 19. zum 20. Jahrhundert umfasst die Räume des Rittersaales, der Burgkapelle, Diele, den Kleinen und Großen Salon, das Schlafzimmer, Esszimmer und die Bibliothek.
Zu den Exponaten des Motorradmuseum gehören u. a. eine Hildebrand und Wolfmüller (Bj. 1894), Slavia CCD (Bj. 1904), Jelínek (Bj. 1904), Walther B (Bj. 1913), Poustka 250 (Bj. 1925), BD 500 (Bj. 1928), die Leihgaben aus der Sammlung des Technischen Nationalmuseums in Prag sind.